# Bataille de Sédiman
Campagne d'Égypte
Batailles
Guerre de la Deuxième Coalition
- St George's Caye (navale) (09-1798)
- Nicopolis (10-1798)
- Corfou (11-1798)
- Copenhague (navale) (04-1801)
- Algésiras (navale) (06-1801)

Campagne de Hollande
- Callantsoog (08-1799)
- Vlieter (08-1799)
- Zyp (09-1799)
- Bergen (09-1799)
- Alkmaar (10-1799)
- Castricum (10-1799)

Campagne de Suisse
- Ostrach (03-1799)
- Feldkirch (03-1799)
- 1re Stockach (03-1799)
- Frauenfeld (05-1799) (en)
- Winterthour (05-1799)
- 1re Zurich (06-1799)
- Schwytz (08-1799)
- Amsteg (08-1799) (en)
- Saint-Gothard (09-1799)
- 2e Zurich (09-1799)
- Linth (09-1799) (en)
- Muten (10-1799) (ru)
- Engen (05-1800)
- 2e Stockach (05-1800)
- Moesskirch (05-1800)
- Biberach (05-1800)
- Erbach (05-1800)
- Höchstädt (06-1800)
- Ampfing (12-1800)
- Hohenlinden (12-1800)

Campagne d'Égypte
- Malte 1 (06-1798)
- Malte 2 (06-1798)
- Alexandrie (07-1798)
- Chebreiss (07-1798)
- Pyramides (07-1798)
- 1re Aboukir (08-1798)
- Salheyeh (08-1798)
- Malte 3 (09-1798)
- Sédiman (10-1798)
- Caire (10-1798)
- Samanouth (01-1799)
- El Arish (02-1799)
- Syène (02-1799)
- Jaffa (03-1799)
- Saint-Jean-d'Acre (03-1799)
- Mont-Thabor (04-1799)
- 2e Aboukir (07-1799)
- Damiette (11-1799)
- Héliopolis (03-1800)
- 3e Aboukir (03-1801)
- Mandora (03-1801)
- Canope (03-1801)
- Fort Jullien (04-1801)
- Le Caire (06-1801) (en)
- Alexandrie (08-1801)

2e Campagne d'Italie
- Vérone (03-1799)
- Magnano (04-1799)
- Cassano (04-1799)
- Mantoue (04-1799)
- Bassignana (05-1799)
- 1re Marengo (05-1799) (en)
- Modène (06-1799) (en)
- Trebbia (06-1799)
- 2e Marengo (06-1799) (en)
- Novi 1 (08-1799)
- Rome (09-1799)
- Mannheim (09-1799) (en)
- Novi 2 (10-1799) (en)
- Genola (11-1799)
- Gênes (04-1800)
- Sassello (04-1800) (en)
- Fort Bard (05-1800)
- Verceil (05-1800)
- Turbigo (05-1800)
- Montebello (06-1800)
- 3e Marengo (06-1800)
- Pozzolo (12-1800)

La bataille de Sédiman est un combat ayant opposé l'armée française commandée par le général Desaix à l'armée mamelouk de Mourad Bey le 16 vendémiaire an VII (7 octobre 1798) près du couvent copte de Sédiman sur le canal de Joseph.

## Contexte
En 1798, le gouvernement français décide d'un expédition militaire en Égypte dans le but de couper la route des Indes aux Anglais, alors en guerre avec la France. Le général Bonaparte est désigné pour commander l'armée d'Orient. Après avoir pris Malte, il débarque près d'Alexandrie et l'enlève d'assaut le 2 juillet 1798. L'armée remonte alors vers le nord, et après avoir défait l'armée mamelouk de Mourad Bey le 21 juillet à la bataille des Pyramides, les Français font leur entrée au Caire le 24 juillet.

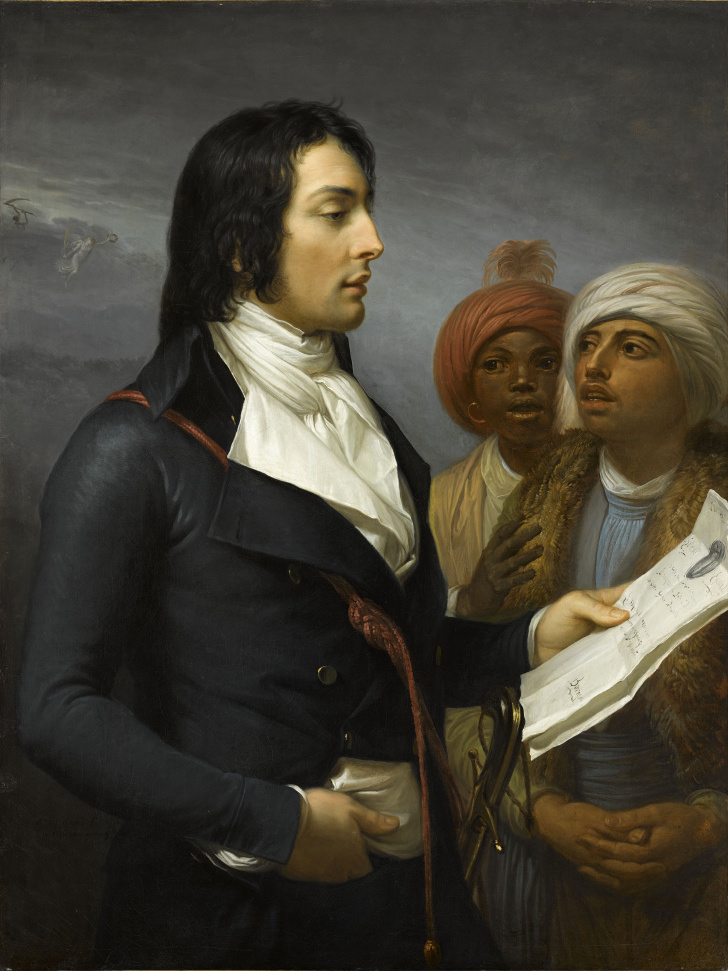
Le général Louis Charles Desaix.

Après sa défaite des Pyramides, Mourad Bey s'est replié sur la Haute-Égypte. Le 25 août, le général Desaix s'embarque à la tête de sa division sur une flottille et remonte le Nil. Arrivé à Beni Souef le 31 août, Desaix commence à rencontrer des problèmes de ravitaillement mais remonte le Nil jusqu'à Behneseh puis progresse vers Minieh. Les mamelouks refusent le combat et la flottille est de retour le 12 septembre à l'entrée du canal de Joseph. Desaix y apprend que les mamelouks se trouvent dans la plaine du Fayoum et s'engage dans le canal le 24 septembre.
Le premier contact entre les combattants est établi le 3 octobre, et un deuxième engagement mineur a lieu le 5, ce qui commence à épuiser les vivres et les munitions du corps français.

## Déroulement

### Forces en présence
Au début de la campagne, Desaix commande 2 990 hommes issus de la 21e demi-brigade légère de deuxième formation et des 61e et 88e demi-brigades de ligne de deuxième formation et deux pièces de canons de 5 livres. 
Mourad Bey commande à environ 4 000 cavaliers mamelouks auxquels s'ajoutent selon certaines sources 8 000 auxiliaires égyptiens. Les mamelouks disposent aussi de quatre canons.

### Combats
Le 7 octobre 1798, les troupes de Mourad Bey sortent des retranchements de Sédiman et attaquent les Français qui se disposent en trois carrés, un grand et deux petits à ses angles. Les mamelouks, comme aux Pyramides, chargent avec fureur mais sont repoussés par des salves tirées à dix ou vingt pas. Le petit carré de droite composé des hommes de la 21e demi-brigade légère manque de peu d'être enfoncé,.
Les mamelouks tentent une innovation tactique en rassemblant leurs quatre canons en une batterie mais une attaque vigoureusement menée par le capitaine Rapp la capture.
Après plusieurs heures de combat, les Français passent à l'offensive et les mamelouks s'enfuient vers le sud.

## Conséquences
Les Français comptent 36 tués et 90 blessés que Rapp escorte rapidement au Caire. Les Turcs comptent environ 400 morts et blessés et abandonnent leur artillerie.
Mourad Bey tente alors de harceler les Français mais est de nouveau battu le 9 octobre au combat de Sédiman. La Moyenne-Égypte est conquise mais les combats se poursuivent au sud.
Nommé gouverneur des provinces de Haute-Égypte, Desaix continue sa remontée du Nil et affronte le 22 janvier 1799 au combat de Samhoud l'armée de Mourad Bey reconstituée avec l'aide de combattants venus de la région de La Mecque. Il a entretemps reçu en renfort la cavalerie commandée par Davout.